# Tiffany Flynn
Tiffany Flynn (* 2. September 1995 in Atlanta, Georgia) ist eine US-amerikanische Leichtathletin, die sich auf den Weitsprung spezialisiert hat.

## Sportliche Laufbahn
Tiffany Flynn studierte an der Mississippi State University und qualifizierte sich 2022 für die Hallenweltmeisterschaften in Belgrad und belegte dort mit einer Weite von 6,78 m den vierten Platz. Im Juli erreichte sie bei den Weltmeisterschaften in Eugene das Finale und gelangte dort mit 6,48 m auf Rang zwölf. Anschließend belegte sie bei den NACAC-Meisterschaften in Freeport mit 6,27 m den sechsten Platz. Im Jahr darauf siegte sie mit 6,48 m beim ISTAF Berlin sowie mit 6,59 m beim Hanžeković Memorial, ehe sie bei den Panamerikanischen Spielen in Santiago de Chile mit 6,40 m die Bronzemedaille hinter der Kolumbianerin Natalia Linares und Eliane Martins aus Brasilien gewann.

## Persönliche Bestleistungen
- Weitsprung: 6,80 m (+1,2 m/s), 26. Juni 2021 in Eugene
  - Weitsprung (Halle): 6,78 m, 20. März 2022 in Belgrad